# Svenska Juteväfveri AB
Svenska Juteväfveri AB, kallat Jutan, var ett textilindustriföretag i Södertälje Det grundades i Södertälje 1889 av bröderna Otto och Johan Ekenberg
från Södertälje samt teknikern Johannes Lohman, som sedermera blev chef för företaget. Etableringen var en följd av införande av höga importtullar 1888.
Fabriken låg vid Västra Mälarhamnen, på den tomt där dessförinnan Södertelge pappersmassefabrik legat. Den tillverkade jutevävnader, säckar, emballage- och madrassväv samt jutegarn, bindgarn och mattvarp.
I fabriken fanns spinneriet med kardrum, för- och finspinnings-sal, spoleri, färgeri, väveri med varperi, appretursalen, sysal, pressnings- och packningsrum samt en reparationsverkstad. Tillverkningen skedde med hjälp av bräckningsmaskiner för råjuten, grov- och finkardor, sträckmaskiner, för- och finspinnmaskiner, spolmaskiner, hasplar och nystmaskiner, varpmaskiner, vävstolar, mangel, kalander, skärmaskiner, dubblerings-, rull- och mätmaskiner, symaskiner och en packningspress. Företagen hade för maskindriften fyra ångpannor och en trippelexpansionskompoundångmaskin på 500 hästkrafter.
Efter det att efterfrågan på juteprodukter kraftigt minskat, lades fabriken ned 1917. I lokalerna startade 1923 AB Vin- & Spritcentralen en fabrik för att tillverka konjak och whisky, vilken i sin tur lades ned 1985. Lokalerna övertogs då av grannföretaget Astra och har senare rivits.